# Heinz Wohlrabe
Heinz Wohlrabe (* 5. September 1948) war Fußballspieler in der DDR-Oberliga, der höchsten Spielklasse des ostdeutschen Fußballverbandes. Dort spielte er für die Betriebssportgemeinschaft (BSG) Sachsenring Zwickau.
Wohlrabe spielte zum ersten Mal am 5. Oktober 1968 in der DDR-Oberliga. In der Begegnung des 8. Spieltages der Saison 1968/69 Rot-Weiß Erfurt – Sachsenring Zwickau (1:0) wurde er auf der linken Verteidigerposition eingesetzt. Durch den zeitweiligen Ausfall mehrerer Stammspieler kam Wohlrabe in dieser Spielzeit zu 13 Oberligaeinsätzen, die er mit einer Ausnahme jeweils über die vollen 90 Minuten und hauptsächlich als linker Verteidiger absolvierte. Mit Beginn der Saison 1969/70 war dies seine standardmäßige Position, auf der er nun auch Stammspieler in der Sachsenring-Mannschaft wurde. In den Spielzeiten 1969/70 bis 1973/74 bestritt Wohlrabe 114 der 130 ausgetragenen Oberligapunktspiele.
Auch in der Hinrunde der Saison 1974/75 stand er in den ersten neun Punktspielen in der Sachsenring-Mannschaft, danach musste er zu einem 18-monatigen Militärdienst antreten. Am Pokalgewinn seiner Mannschaft im Sommer 1975 hatte er so nur noch bedingt Anteil, denn er hatte nur die ersten drei Pokalspiele des Wettbewerbs 1974/75 bestritten. Auch die erfolgreichen Europapokalspiele 1975/76, in denen Sachsenring Zwickau bis in das Halbfinale vordrang, entgingen ihm.
Im Mai 1976 kehrte Wohlrabe in die Sachsenring-Mannschaft zurück und spielte bis zum Winter 1976 wieder regelmäßig auf seiner gewohnten Position. Verletzungsbedingt wurde er danach bis zum Herbst 1977 nur sporadisch eingesetzt. Erst vom neunten Spieltag der Saison 1977/78 wurde er wieder durchgehend in der Oberliga eingesetzt. Am 3. Juni 1978 spielte Wohlrabe zum letzten Mal in der DDR-Oberliga. In der Begegnung des 26. und letzten Spieltages der Saison 1977/78 BFC Dynamo – Sachsenring (5:1) wurde er in der zweiten Halbzeit noch einmal für 45 Minuten eingewechselt. Damit hatte er innerhalb von elf Jahren 171 Oberligaspiele bestritten, in denen er als Defensivspieler drei Tore erzielte.